# Décès en mai 1991
Décès
- 1987
- 1988
- 1989
- 1990
- 1991
- 1992
- 1993
- 1994
- 1995

Pour une information complémentaire, voir la page d'aide.

| Date    | Nom                            | Activités                                                   | Âge | Source |
| ------- | ------------------------------ | ----------------------------------------------------------- | --- | ------ |
| 1er mai | Richard Thorpe                 | réalisateur américain                                       | 95  |        |
| 3 mai   | Jerzy Kosiński                 | écrivain américain d'origine polonaise                      | 57  |        |
| 5 mai   | William De Acutis              | acteur américain                                            | 33  |        |
| 6 mai   | Thomas A. Carlin               | acteur américain                                            | 62  |        |
| 6 mai   | Wilfrid Hyde-White             | acteur anglais                                              | 87  |        |
| 8 mai   | Jean Langlais                  | organiste, improvisateur, pédagogue et compositeur français | 84  |        |
| 10 mai  | Henri Ozenne                   | footballeur français                                        | 81  |        |
| 10 mai  | Francisco Peralta              | footballeur espagnol                                        | 71  | (en)   |
| 14 mai  | Jean Couty                     | peintre français                                            | 84  |        |
| 15 mai  | Amadou Hampâté Bâ              | écrivain malien                                             | 90  |        |
| 15 mai  | Ronald Lacey                   | acteur britannique                                          | 55  | (en)   |
| 16 mai  | Nicolás Pérez González         | Chanteur et compositeur paraguayen                          | 63  |        |
| 17 mai  | Jean-Charles Snoy et d'Oppuers | homme politique belge                                       | 83  |        |
| 18 mai  | Ľudovít Feld                   | peintre austro-hongrois puis tchécoslovaque                 | 87  | (en)   |
| 21 mai  | Rajiv Gandhi                   | homme politique indien                                      | 46  |        |
| 21 mai  | Julián Orbón                   | compositeur et critique musical hispano-cubain              | 65  | (en)   |
| 23 mai  | Jean Van Houtte                | homme politique belge                                       | 84  |        |
| 23 mai  | Wilhelm Kempff                 | pianiste et compositeur allemand                            | 95  |        |
| 26 mai  | José Caballero                 | poète espagnol                                              | 75  |        |
| 30 mai  | Georges Deruelle               | footballeur français                                        | 65  |        |